# Храм Конфуция (Пекин)
Храм Конфуция в Пекине (кит. 北京孔庙) — второй по величине (после храма, находящегося на родине Конфуция в Цюйфу провинции Шаньдун) из имеющихся в Китае храмов, посвящённых великому философу Конфуцию. Он был построен в 1302 году, и чиновники империи выражали в нём дань уважения Конфуцию вплоть до 1911 года. Площадь комплекса дважды увеличивалась — при династиях Мин и Цин — и в настоящее время составляет около 20.000 м². С 1981 по 2005 годы в нём размещалась часть экспозиции из Столичного музея.
Комплекс состоит из четырёх дворов, расположенных на оси «север — юг». По обеим сторонам первого из дворов размещены 198 каменных табличек, на которых выбиты 51.624 имени людей, выдержавших экзамен на степень «цзиньши» при династиях Юань, Мин и Цин. Также в Храме размещены 189 каменных стел, на которых выбиты тексты конфуцианского Тринадцатикнижия.